# Dziennik urzędowy województwa
Dziennik urzędowy województwa – dziennik urzędowy wydawany przez wojewodę, służący do urzędowego ogłaszania w danym województwie aktów prawa miejscowego i niektórych innych aktów prawnych, które w myśl obowiązujących przepisów muszą być w taki właśnie sposób ogłaszane.

## Zawartość
Zgodnie z art. 13 ustawy z dnia 20 lipca 2000 r. o ogłaszaniu aktów normatywnych i niektórych innych aktów prawnych (Dz.U. z 2017 r. poz. 523) w wojewódzkim dzienniku urzędowym ogłasza się:
1. akty prawa miejscowego stanowione przez wojewodę i organy administracji niezespolonej
2. akty prawa miejscowego stanowione przez sejmik województwa, organ powiatu oraz organ gminy, w tym statuty województwa, powiatu i gminy
3. statuty związków międzygminnych oraz statuty związków powiatów
4. akty Prezesa Rady Ministrów uchylające akty prawa miejscowego stanowionego przez wojewodę i organy administracji niezespolonej
5. wyroki sądu administracyjnego uwzględniające skargi na akty prawa miejscowego stanowionego przez: wojewodę i organy administracji niezespolonej, organ samorządu województwa, organ powiatu i organ gminy
6. porozumienia w sprawie wykonywania zadań publicznych zawarte między jednostkami samorządu terytorialnego lub między jednostkami samorządu terytorialnego i organami administracji rządowej
7. uchwały budżetowe gminy, powiatu i województwa oraz sprawozdanie z wykonania budżetu gminy, powiatu i województwa
8. obwieszczenia o wygaśnięciu mandatu wójta (burmistrza, prezydenta miasta) oraz o rozwiązaniu sejmiku województwa, rady powiatu lub rady gminy
9. rozstrzygnięcia nadzorcze dotyczące aktów prawa miejscowego stanowionych przez jednostki samorządu terytorialnego
10. statut urzędu wojewódzkiego
11. inne akty prawne, informacje, komunikaty, obwieszczenia i ogłoszenia, jeżeli tak stanowią przepisy szczególne

## Udostępnianie wojewódzkich dzienników urzędowych
Wojewoda ma obowiązek prowadzić zbiór wydawanego przez niego dziennika i wraz ze skorowidzem i udostępniać go:
- w wersji papierowej – w siedzibie urzędu wojewódzkiego w godzinach pracy urzędu w miejscu do tego przeznaczonym i powszechnie dostępnym (art. 27 ustawy z dnia 20 lipca 2000 r. o ogłaszaniu aktów normatywnych i niektórych innych aktów prawnych),
- w wersji elektronicznej – na stronie internetowej wojewody (art. 28b tej ustawy).

## Literatura
- J. Wilk, „Ogłaszanie” a „podanie do wiadomości” – problemy nie tylko semantyczne, Nowe Zeszyty Samorządowe 2012, nr 2, s. 15-25.